# 村松殿
村松殿（むらまつどの、永禄8年（1565年） - 寛永7年6月20日（1630年7月29日））は、戦国時代から江戸時代前期にかけての女性。小山田茂誠の正室。真田昌幸の長女。子に小山田之知。

## 生涯
永禄8年（1565年）、真田昌幸の長女として誕生。母は山手殿（遠山氏とも）。名は於国。弟に信幸（信之）・信繁（幸村）らがいる。
天正10年（1582年）以前に甲斐国都留郡の国衆・小山田氏の一門である小山田有誠の子・茂誠に嫁いだ（天正10年の織田信長の甲州征伐による武田氏滅亡時に之知は乳児であったと伝わる）。この婚姻が縁で茂誠は後に昌幸の家臣となり、信之の家老となった。また、夫・茂誠が昌幸から小県郡村松（現在の青木村）を領地として与えられ、そこに住んでいたため、村松殿と呼ばれた。
なお、『加沢記』（江戸初期に沼田藩右筆の加沢平次左衛門が記した覚書）の記述によると、昌幸が織田信長に臣従した際の人質として安土城に送られ、本能寺の変直後に行方不明となるが2年後に伊勢国桑名で保護されたという。村松殿が人質として安土へ送られたとする伝承について、丸島和洋は遠隔地での国衆（国人領主）の人質は現地で預かることが基本であり、極めて疑わしいとしている。
長姉として、信之や信繁に敬愛されていたらしく、信繁が大坂冬の陣が終わった後の慶長20年（1615年）1月24日に彼女宛てに書いた手紙が残されており、上田市立博物館に複製が展示されている。
寛永7年（1630年）6月、死去。法名は宝寿院殿残窓庭夢大姉。墓所は真田家の菩提寺・真田山長国寺。

## 関連作品
テレビドラマ
- 真田丸（NHK大河ドラマ、2016年 演：木村佳乃）

ゲーム
- 戦国無双 〜真田丸〜（コーエーテクモゲームス、2016年、声の出演：前田綾香）